# 大垂髪

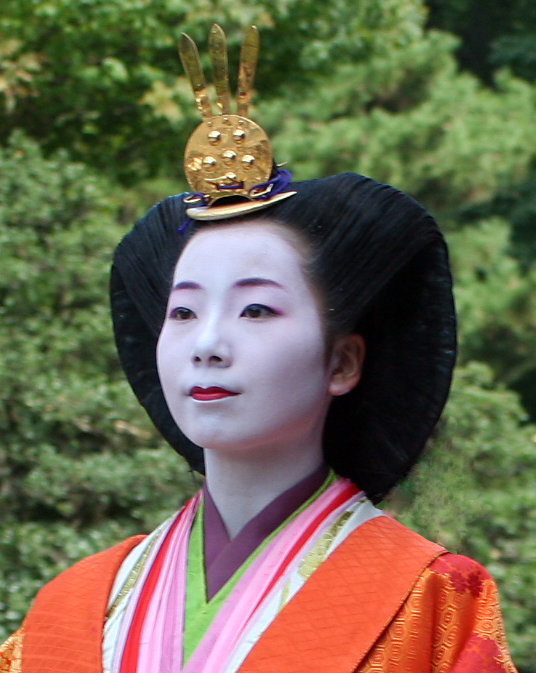
大垂髪。正面中央の大きな装飾は平額である。

大垂髪（おすべらかし、または、おおすべらかし）とは、平安時代の貴族女性の髪形。
本来は自然のままに髪を垂らした姿を言うが、肩の辺りで髪を絵元結で結んでその先を等間隔に水引で束ねていく「元結掛け垂髪」が「おすべらかし」と呼ばれるものであった。江戸時代初期までは概ねこの形であり、公家階級女子の成人式や宮中の儀式の際には奈良時代の結髪の風習の名残で、前髪を上げて髻を作り櫛などを挿していた。
江戸中期 - 後期にかけて民間の結髪方法で鬢を横に張りだす形が流行し、それが宮中に取り入れられて現在見られるような形となっている。一般の結髪方法はその後鬢の張りは少なくなっていったが、宮中の形はその張り出しを保持したまま今日に至っている。
現在ではこのように横に張り出し、頭頂部に髻を作った元結掛け垂髪を型やかもじなどを入れてボリュームアップしたものを「おすべらかし」と呼ぶのが普通で、女性皇族が伝統的な儀式に参列する際に十二単と共に礼装とするほか、一般女性でも結婚式の際にやはり十二単と共にこの髪型にすることがある。

## 長髪の手入れ
平安朝の姫君たちの髪の長さは背丈くらいあった。当然、これほど長い髪を維持するのは想像以上の労力を使う。毎日米のとぎ汁などで潤いを与えながら梳り、眠るときは枕元に置いた浅く広い漆塗りの箱にとぐろを巻くようにして入れておく。
入浴は忌日を避けて行われていたため、髪が洗えない日などは臭い消しに香を入れた枕に髪を巻きつけていた。風呂に入っても乾かすのにかなりの時間がかかるため宮中の女房たちには二日間の「洗髪休暇」があったほどであった。髪を伸ばすことが女性たちの義務であったための措置であったが、そのためどれほど鬱陶しくても、髪が伸びて不揃いになっても、切らずに髪の先だけを削いでいた。
彼女たちは二、三歳ごろまでは髪を全て剃りあげていて、「髪置きの儀」から髪を伸ばし始める。その後は自然に伸びるに任せておいて、一定の年齢になったところで吉日を選び（近世では十六歳、上代ではもっと早い）現代の成人式に当たる「鬢削ぎ」で髪の先をそろえる。
普通「千尋、千尋」と唱えながら髪を削いでやるのは父か兄の役目だが、『源氏物語』の紫の上と光源氏のように婚約者が手ずから明日の花嫁の髪を整える場合もあった。
この儀式を過ぎた後は各人の好みによって、額や頬の辺り、肩の辺りで髪の一部をそろえることも出来た。この短くした髪も「鬢削ぎ」という。ただし、これは活動しやすくする為ではなくて単に揺れる髪で容姿に華やかさを添える為のもので、嗜みのない女房などは忙しいときはさっさと肩で削いだ髪を「耳挟み」といって耳に掛けてしまう。ただしあまり頻繁に「耳挟み」をしていると行儀が悪いとされて嫌がられた。
また、髪の薄い人や、歳を取った人などは「髢（かもじ）」と呼ばれる入れ毛をして体裁を整える。老女の場合は若いうちに自然に抜け落ちた髪を取っておいて用にあてるが、生まれ付いて髪の薄い人の場合は他人の髪を使っていた。
こうして見事に伸ばした髪も、夫に死別するなどして出家した時には「尼削ぎ」といって、すべて肩の辺りで切り揃えてしまい、その後は子や孫に囲まれて、華やかな衣装や宴とは無縁の静かな一生を送ることとなる。

## 長髪から実用的髪型への変遷
平安時代の長髪は、実用面での制約を伴うことがあった。
古代から中世にかけて、長髪が女性の身体的制約となったと伺わせる表現がある。『日本書紀』に記載されたサホビメの伝説では、酒で腐った衣をまとい、髪を剃り上げて鬘にすることで屈強の武士から逃れた表現がある。また、『平家物語』の壇ノ浦の戦い（1185年）において、入水した女性が長髪を熊手で掴まれて捕縛される場面が描かれており、長髪が逃走の妨げとなる状況が描かれている。
このような実用上の問題を背景として、鎌倉時代には腰の辺りまで垂らした髪を一つにまとめておく髪型が侍女を中心に普及した。
労働に従事する庶民女性の間では、さらに実用的な髪型が発達した。桂女や大原女などの女性たちは、髪を複数箇所で結んで頭部に巻きつけ、その上から手ぬぐいを被る形式を採用していた。
安土桃山時代には遊女を中心として装飾的な髪型が復活した。しかし、高位の女性や神社の巫女を除いて、一般的には垂髪は実用性の観点から衰退していった。